# Escritura y diferencia
La escritura y la diferencia (del francés: L'écriture et la différence) es un libro escrito por el filósofo francés Jacques Derrida, formado por ensayos y conferencias de su primera época como autor. Junto a De la gramatología y La voz y el fenómeno, ambos publicados también en 1967, constituyeron la base de su fama internacional.
Uno de los textos incluidos en el libro es el de una charla pronunciada por Derrida en 1966 en la Universidad Johns Hopkins, titulada "La estructura, el signo y el juego en el discurso de las ciencias humanas", y destinada a cambiar el curso de la conferencia, conocida desde entonces como "la controversia estructuralista".
La colección contiene también el ensayo "Cogito e historia de la locura", una crítica de algunos de los aspectos de la filosofía de Michel Foucault. El ensayo está tomado de una charla dada el 4 de mayo de 1963 en el Collège philosophique, en la que Focault estaba presente. Esto causó un distanciamiento entre los dos, y fue probablemente lo que empujó a Focault a escribir Las palabras y las cosas (1966) y La arqueología del saber.
El resto de los ensayos incluidos en el libro son: "Fuerza y significación", "Edmond Jabés y la cuestión del libro", "Violencia y metafísica", "«Génesis y estructura» y la fenomenología", "La palabra soplada", "Freud y la escena de la escritura", "El teatro de la crueldad y la clausura de la representación", "De la economía restringida a la economía general", "Elipsis".